# Jeu des anomalies
 (octobre 2024).
Si vous disposez d'ouvrages ou d'articles de référence ou si vous connaissez des sites web de qualité traitant du thème abordé ici, merci de compléter l'article en donnant les références utiles à sa vérifiabilité et en les liant à la section « Notes et références ».
Le jeu des anomalies est un jeu de type casse-tête, se présentant sous le forme d'une image dans laquelle, malgré une apparence normale, un certain nombre d'anomalies ont été sciemment introduites. Le but pour le joueur est de les déceler, typiquement en les entourant au stylo.
Les anomalies sont souvent des anachronismes.
La difficulté du jeu dépend de la manière dont les anomalies sont introduites, selon qu'elles sont placées discrètement ou non, et selon qu'il est flagrant ou non qu'il s'agit d'anomalies.

## Liste des jeux vidéo à anomalies
- I'm on Observation Duty (série de jeux)
- Alternate Watch
- Spectator
- Exit 8
- Platform 8
- The Stairway 7
- Anomaly Exit
- Hospital 666
- Shinkansen 0
- Project 13
- Station 5
- False Dream
- Escape Floor Zero
- ATTA : Spot the Oddities in the Strange Hotel
- Shotengai 10
- Everloop
- School 666
- Who's at the door?